# Lavaur (Dordogne)
Lavaur is een gemeente in het Franse departement Dordogne (regio Nouvelle-Aquitaine) en telt 85 inwoners (2009). De plaats maakt deel uit van het arrondissement Sarlat-la-Canéda.

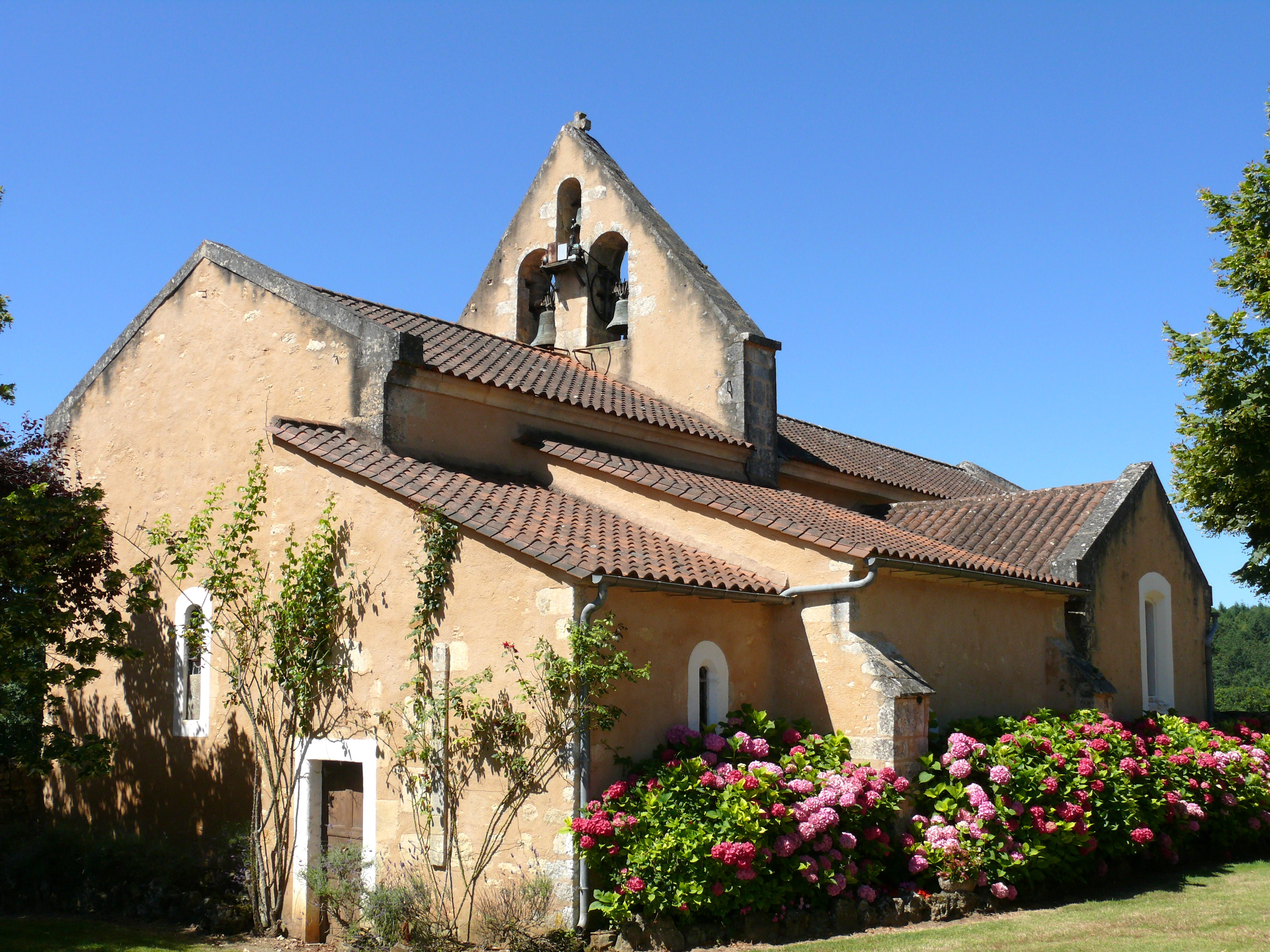
Kerk van Saint-Avit
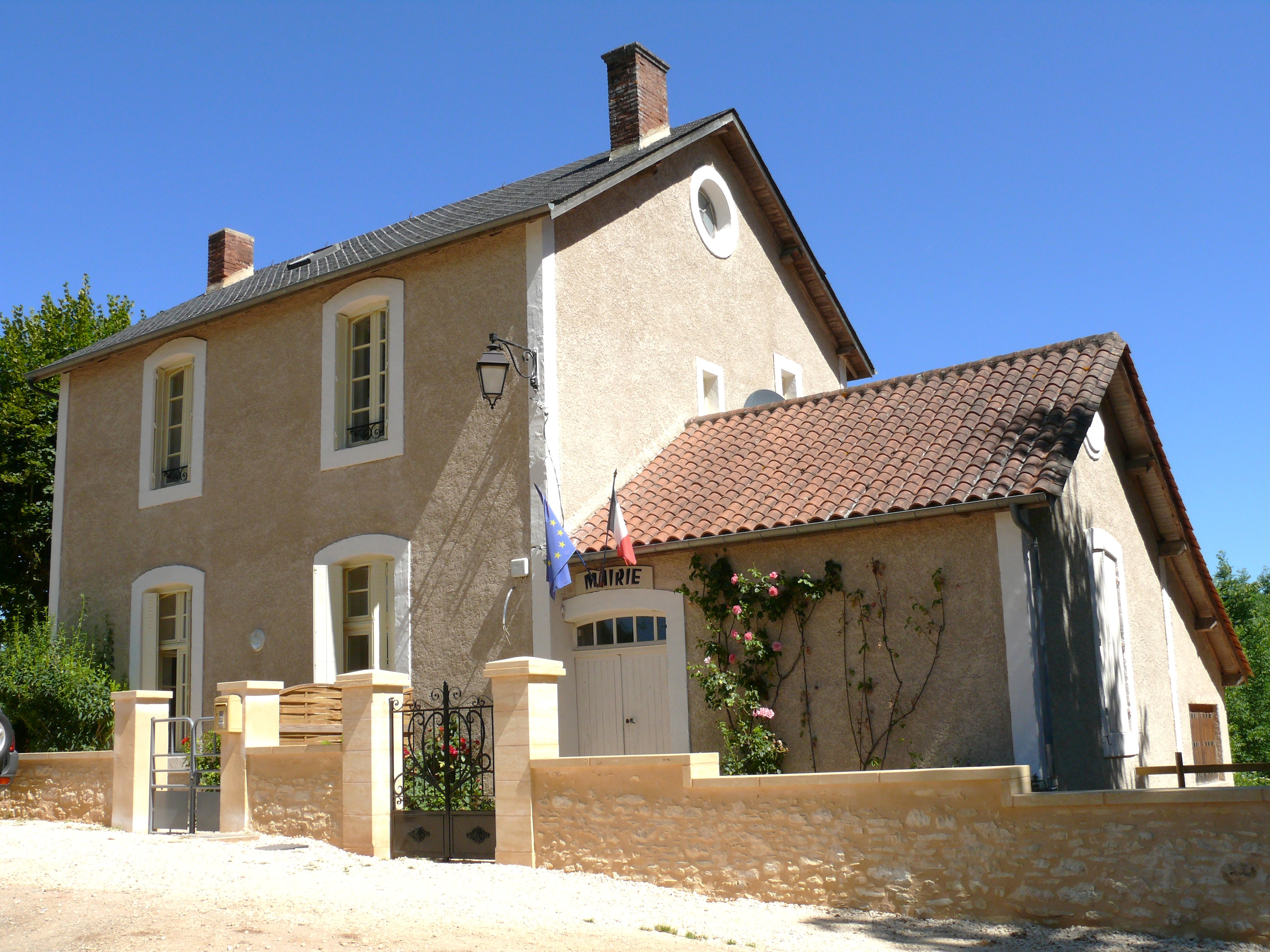
Gemeentehuis

## Geografie
De oppervlakte van Lavaur bedraagt 9,3 km², de bevolkingsdichtheid is dus 9,1 inwoners per km².
De onderstaande kaart toont de ligging van Lavaur (Dordogne) met de belangrijkste infrastructuur en aangrenzende gemeenten.

## Demografie
Onderstaande figuur toont het verloop van het inwonertal (bron: INSEE-tellingen).